# Good Grief (serie televisiva)
Good Grief  è una serie televisiva statunitense in 13 episodi trasmessi per la prima volta nel corso di una sola stagione dal 1990 al 1991.
È una sitcom incentrata sulle vicende dei gestori della Sincerity Mortuary, un'agenzia di pompe funebri sita a Dacron, nell'Ohio: Warren Pepper (Joel Brooks), sua sorella Debbie (Wendy Schaal) e il marito di Debbie, Ernie Lapidus (Howie Mandel).

## Personaggi e interpreti
- Warren Pepper (13 episodi, 1990-1991), interpretato da Joel Brooks.
È il gestore dell'agenzia di pompe funebri Sincerity Mortuary.
- Ernie Lapidus (13 episodi, 1990-1991), interpretato da Howie Mandel.
È il cognato di Warren Pepper, avendo sposato la sorella Debbie, lavora nella sua agenzia di pompe funebri.
- Debbie Lapidus (13 episodi, 1990-1991), interpretata da Wendy Schaal.
È la moglie di Ernie e sorella di Warren.
- Raoul (13 episodi, 1990-1991), interpretato da Sheldon Feldner.
È l'assistente di Ernie.
- Ringo Prowley (13 episodi, 1990-1991), interpretato da Tom Poston.
È un amico del padre di Ernie, spera di ottenere un lavoro da questi.
- Flipper (2 episodi, 1990-1991), interpretato da Ernie Sabella.
- Capitano Boom Boom (2 episodi, 1990-1991), interpretato da Richard Stahl.
- Mourner (2 episodi, 1990), interpretato da Adam Keefe.
- Bob (2 episodi, 1990), interpretato da Ian Patrick Williams.

## Produzione
La serie, ideata da Stu Silver, fu prodotta da 20th Century Fox Television e girata a Northridge (Los Angeles) e a West Hollywood in California. Le musiche furono composte da Steve Nelson.

### Registi
Tra i registi della serie sono accreditati:
- Howard Storm in 11 episodi (1990-1991)
- Jerry Lewis in un episodio (1991)

### Sceneggiatori
Tra gli sceneggiatori della serie sono accreditati:
- Stu Silver in 13 episodi (1990-1991)
- Donald Todd in 4 episodi (1990-1991)
- Ron Burla in 3 episodi (1990-1991)

## Distribuzione
La serie fu trasmessa negli Stati Uniti dal 30 settembre 1990 al 3 febbraio 1991 sulla rete televisiva Fox. In Italia è stata trasmessa con il titolo Good Grief.

## Episodi
| Stagione       | Episodi | Prima TV USA |
| -------------- | ------- | ------------ |
| Prima stagione | 13      | 1990-1991    |